# Porospora maraisi
Porospora maraisi is een soort in de taxonomische indeling van de Myzozoa, een stam van microscopische parasitaire dieren. Het organisme komt uit het geslacht Porospora en behoort tot de familie Porosporidae. Porospora maraisi werd in 1911 ontdekt door Léger & Dubosq.